# Manfred Sachse

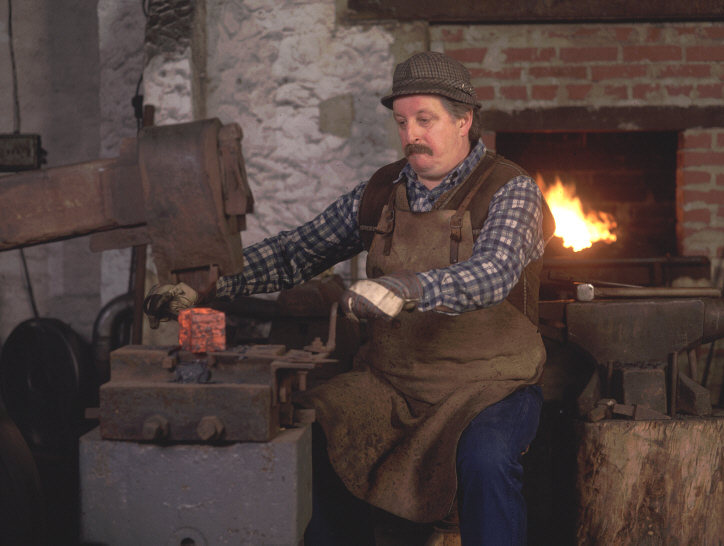
Manfred Sachse beim Ausschmieden eines Damast-Paketes am Riemenzughammer

Manfred Sachse (* 8. August 1935 in M.Gladbach, heute Mönchengladbach; † 16. März 2022 in Mönchengladbach-Rheydt) war ein deutscher Schmied, Autor und  Experte für Damaszener Stahl.

## Leben und Wirken

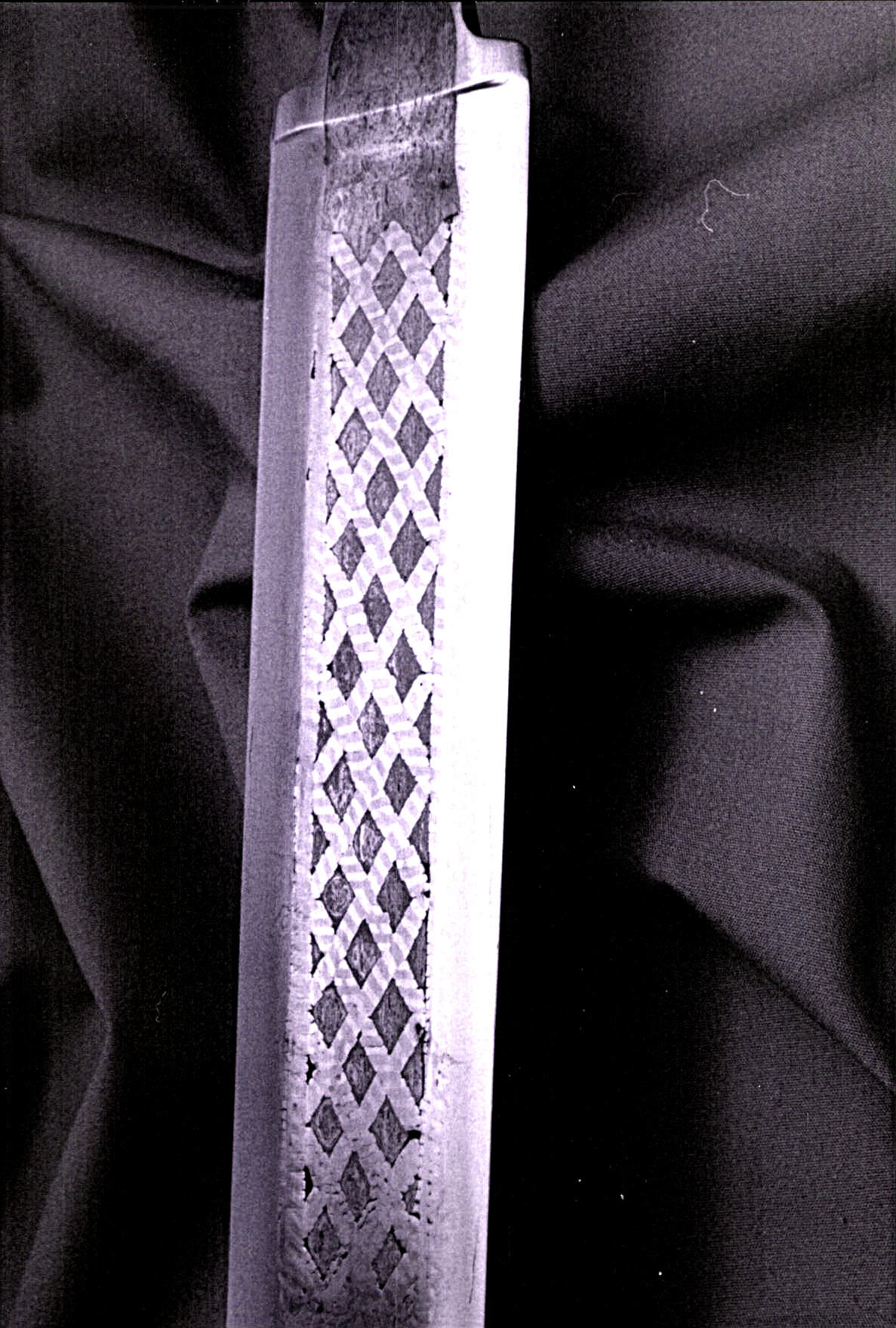
Essener Zeremonialschwert Damast, Rautenmuster, nachgeschmiedet von Manfred Sachse

Sachse wuchs in einem handwerklich geprägten Elternhaus auf, sein Vater war selbstständiger Dekorationsmalermeister, und zugleich sein Lehrmeister. Manfred Sachse legte seine Gesellenprüfung als Maler und Lackierer 1953 sowie als Galvaniseur und Metallschleifer 1956 ab. Die Meisterprüfung als Galvaniseur und im Metallschleiferhandwerk folgte 1959.
Sachse übte in seiner Jugend Fechtsport aus. Über das Fechten kam Manfred Sachse auf Umwegen zum Damaszenerstahl. Für seine zweite Ausbildung besuchte er die Berufsschule in Solingen, dem Zentrum der deutschen Klingenindustrie, wo ihm in einer Firma für Fechtbedarf eine Damastklinge gezeigt wurde.
1962 machte er sich als Galvaniseur- und Metallschleifermeister selbstständig. In seiner Werkstatt richtete er sich eine  Schmiede ein, wo er anfing selber Damast herzustellen. Im Kontakt mit anderen Experten und auf Studienreisen sammelte er Wissen über Damaststahl. Ab Anfang der 1960er Jahre bekam er Aufträge für Restaurierungen von historischen Waffen z. B. vom städtischen Museum Schloss Rheydt. 1989 baute er das Essener Zeremonialschwert nach.
Sachse gestaltete auch Museumsausstellungen, unter anderem das Deutsche Schmiedemuseum im LWL Freilichtmuseum Hagen, Westfälisches Landesmuseum für Handwerk und Technik. Ein großer Teil seiner Sammlung zum Thema Damaststahl ist im Manfred Sachse Damaststahl-Archiv im Deutschen Klingenmuseum einsehbar.

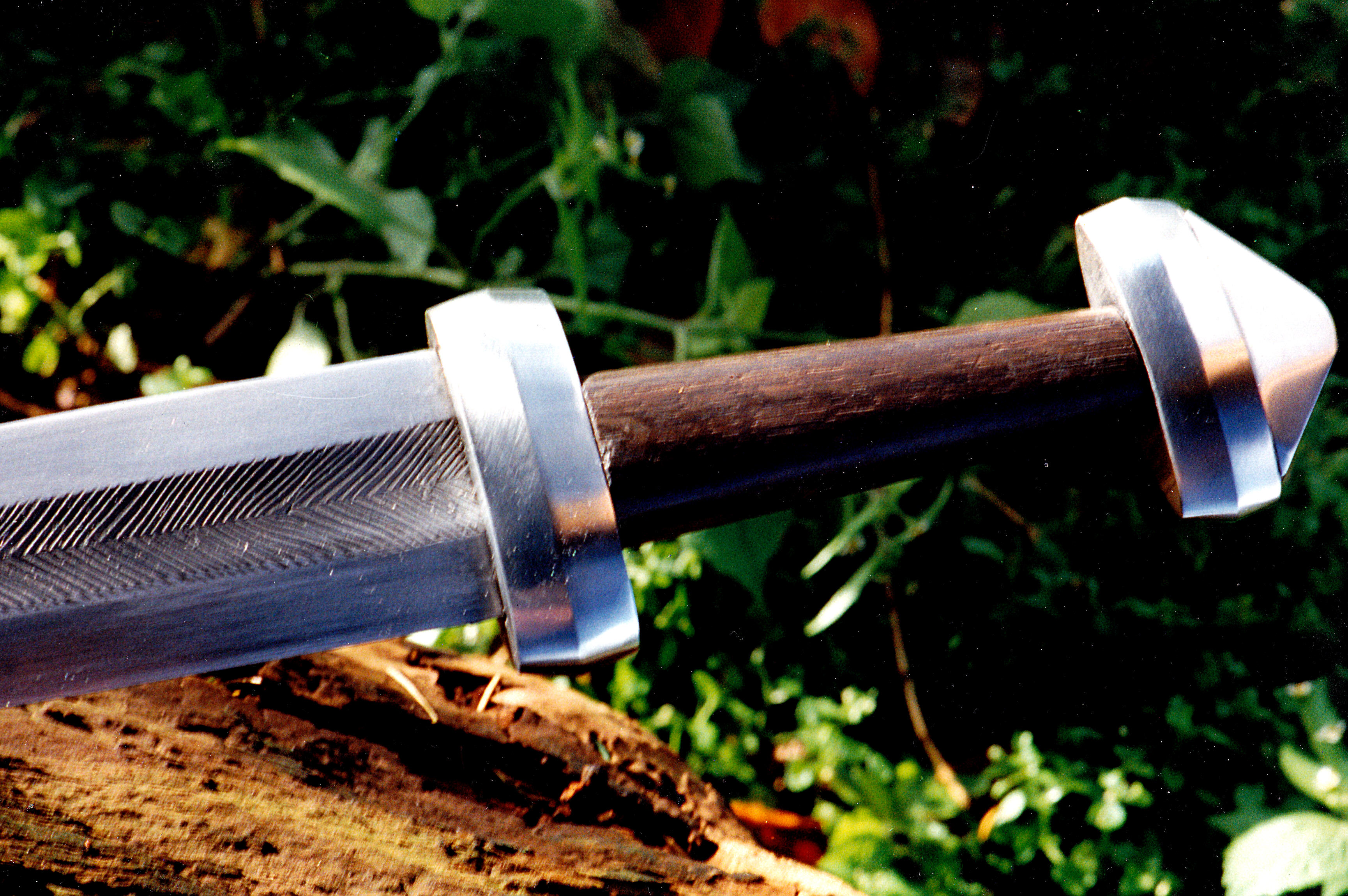
Schmiedegerechte Rekonstruktion der Spatha (Schwert) von Soest

Sein Buch Damaszener Stahl ist in 3 Ausgaben erschienen und wurde ins Englische übersetzt.
Von 1991 bis 2012 war Sachse Mitglied der Freimaurerloge Eos in Krefeld, zu deren 150. Stiftungsfest im Jahre 2003 er deren Logenschwert herstellte.

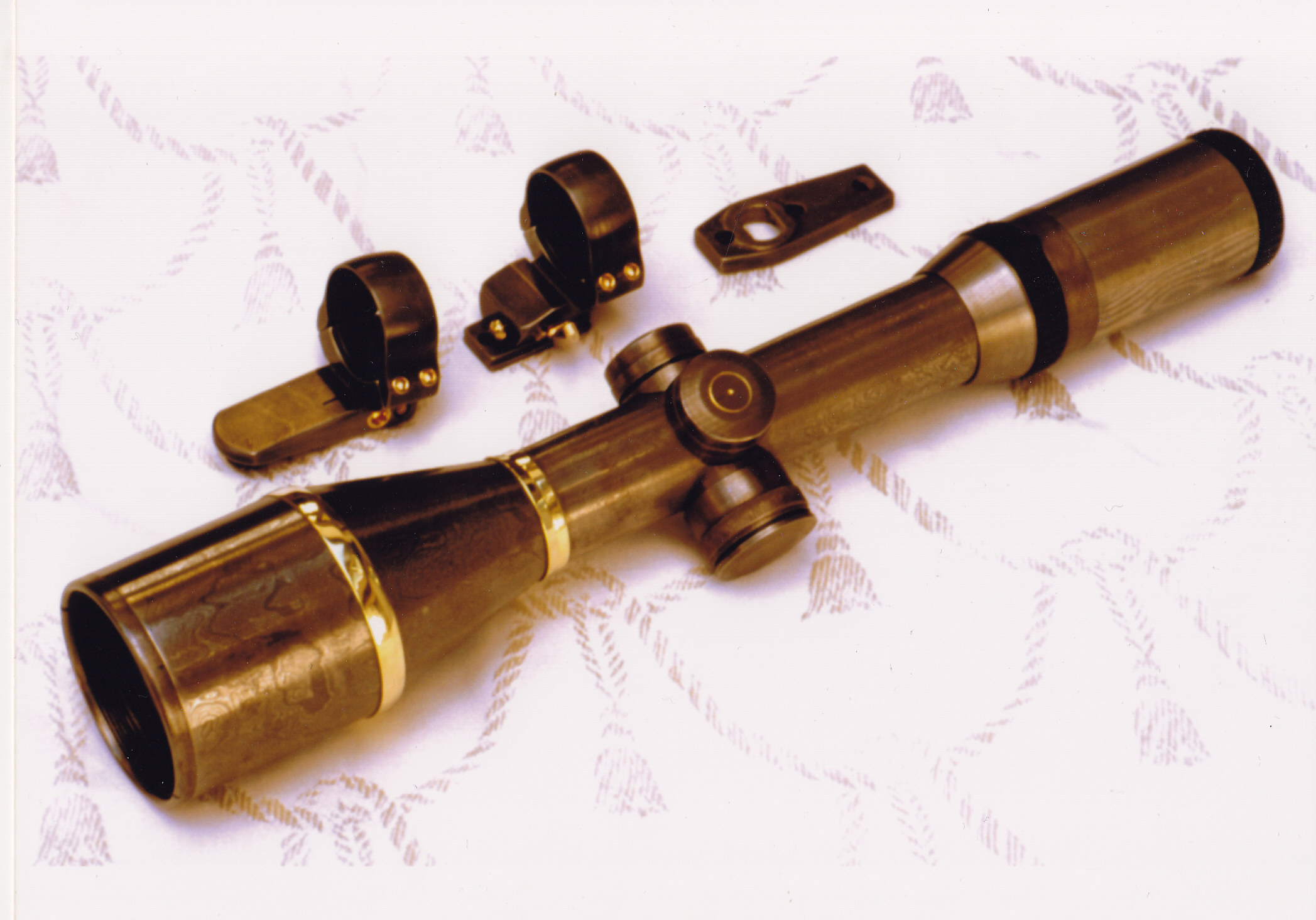
Zielfernrohr aus Damaszener Stahl, von Manfred Sachse. Optik von Schmidt&Bender.

## Dozententätigkeit
- Akademie des Handwerks Schloss Raesfeld (Ausbildung von Denkmalpflegern im Handwerk)[10]
- Mitgliedschaft im Stahlinstitut VDEh, dort Mitglied im Geschichtsausschuss
- 1995–2013 Mitglied (Zeitweise auch Präsident) der Internationalen Gesellschaft für Damaszenerstahlforschung e.V.(aufgelöst 2013)
- seit 1984–2002 vereidigter Sachverständiger bei Industrie- und Handelskammer Krefeld, Mönchengladbach, Neuss für historische Waffen aus Damaszener Stahl[11]

## Veröffentlichungen
- Damaszener Stahl
  - 1. Ausgabe, Wirtschaftsverl. NW, Verl. für Neue Wiss, 1989.
  - 2. Ausgabe, Verlag Stahleisen, 1993. Mit Einleitung von Helmut Nickel: Schwertmagie und Schwertmythos
  - 3. Ausgabe, Verlag Stahleisen, 2008.
- Alles über Damaszener Stahl, Wirtschaftsverlag NW 1993.
- Mitautor bei Alfred Pothmann: Das Zeremonialschwert der Essener Domschatzkammer, Aschendorff Verlag, 1995.
- Artikelserie Damaszener Stahl 1–25 im Deutschen Waffen-Journal 1978–1983
- Die Restaurierung von Damaszenerstahl, 11. Arbeitstagung der ATM in Münster 1976.
- Hier stinkt’s nach Füchsen (Goethe und der Degen) DWJ 9/1999.
- Findelkind, der Säbel des Zaren Alexander I, DWJ 3/2000
- Eine russische damaszierte Klinge, Stahl u. Eisen 21/82
- Sichtbar gemacht, Damastlauf restauriert, DWJ 5/2000